# Dirk Langerbein
Dirk Langerbein (Lippetal, Nyugat-Németország, 1971. szeptember 9. –) német labdarúgókapus.

## Pályafutása
1990 és 1997 között a Borussia Lippstadt (Teutonia Lippstadt), az Amicitia Viernheim csapataiban védett. 1997 és 2002 között az FC Gütersloh, majd az LR Ahlen játékosa volt. 2002 és 2004 között az MSV Duisburg, 2005-ben az 1. FC Nürnberg, 2005-06-ban a Rot-Weiß Essen, 2007 és 2009 között a Rot Weiss Ahlen együtteseiben szerepelt. 2009-ben fejezte be az aktív labdarúgást és utolsó klubjánál lett kapusedző.